# St.-Marien-Kirche (Buttforde)

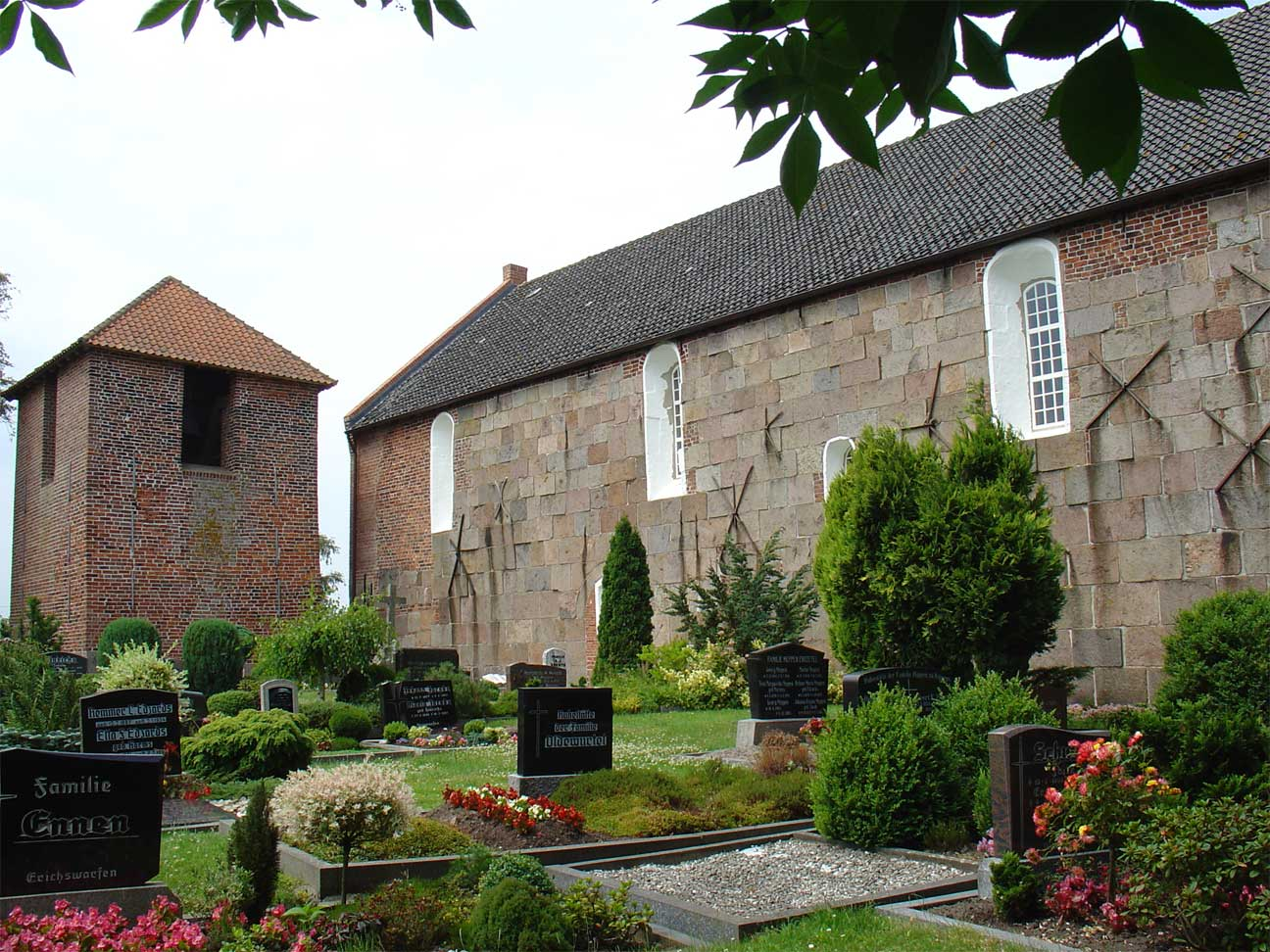
Außenansicht mit Glockenturm

Die evangelisch-lutherische St.-Marien-Kirche im Wittmunder Stadtteil Buttforde ist eine Granitquaderkirche von hoher kunstgeschichtlicher Bedeutung über den ostfriesischen Raum hinaus. Das romanische Bauwerk wurde um 1230 auf einer künstlich aufgeschütteten Warft, die sich an eine Geestdurchragung anlehnt, errichtet.
Die St.-Marien-Kirche weist eine besonders reiche Ausstattung auf. Bedeutend sind insbesondere der spätgotische Schnitzaltar, der Lettner, das Gestühl sowie mehrere spätmittelalterliche Holzfiguren. Historisch und musikalisch stellt die Orgel von Joachim Richborn ein Kunstwerk von internationalem Rang dar.

## Geschichte

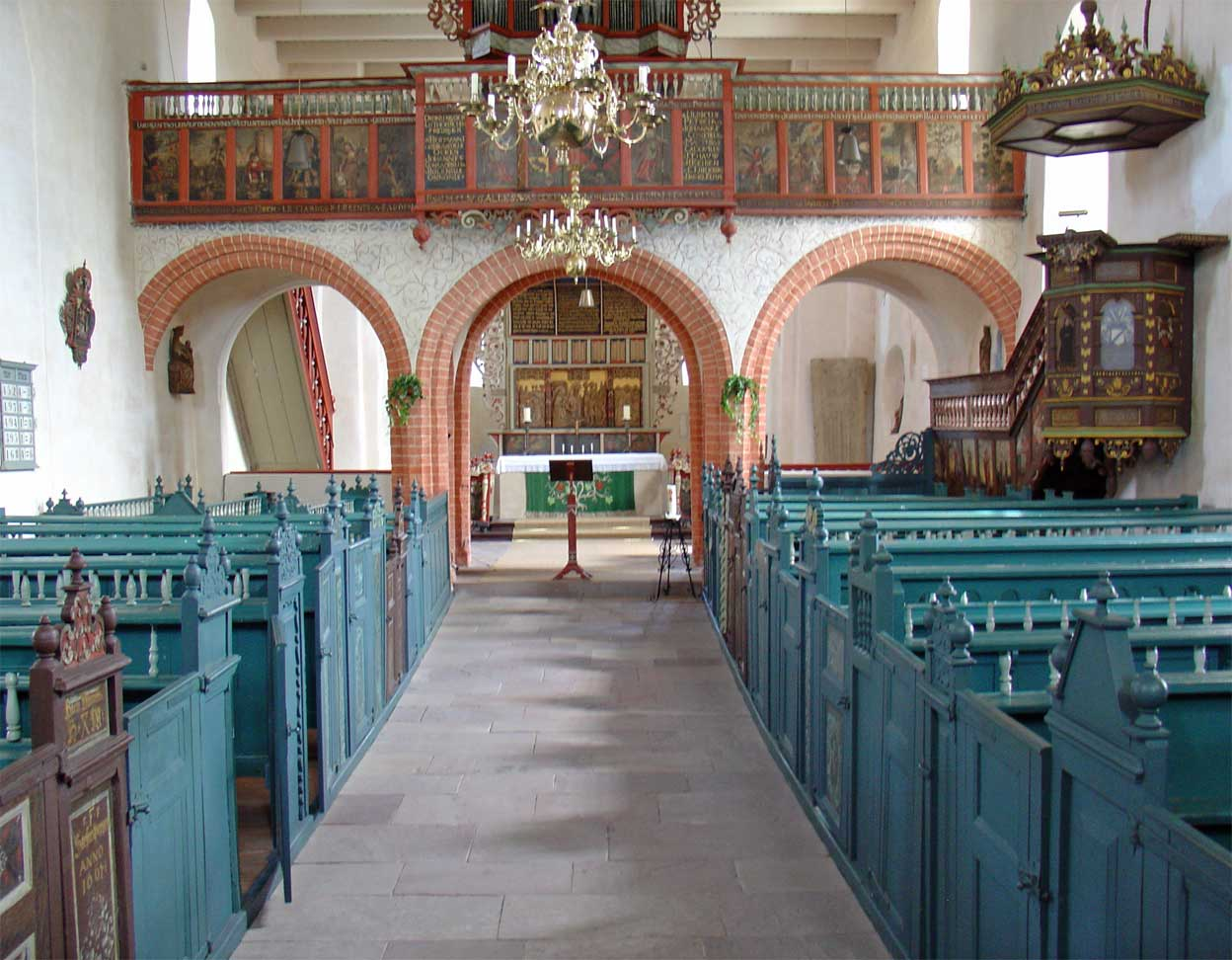
Innenansicht mit Blick auf den Lettner

Es ist bis dato unklar, wann die Besiedelung von Buttforde begann. Die Kirchengemeinde lässt sich bis in die erste Hälfte des 13. Jahrhunderts zurückverfolgen. Sie gehörte im Mittelalter zum Sendgerichtsbereich der Stedesdorfer Kirche und zum Erzbistum Bremen. Das Kirchspiel gliederte sich in die Bauerschaft Buttforde, die auch als Oberrott bezeichnet wurde, und in die Bauerschaft Endzetel, die auch den Namen Niederrott führte.
Ob das heutige Gotteshaus einen Vorgängerbau hatte, konnte bislang nicht geklärt werden. Aus archäologischer Sicht wird dies aber als nicht unwahrscheinlich eingestuft. Drei romanische Grabsteine weisen ein beträchtliches Alter auf (850 Jahre?), ebenso ein romanischer Taufstein und ein Weihwasserbecken. Diese Steinmetzarbeiten, die älter als die Kirche sind, lassen einen wahrscheinlich hölzernen Vorgängerbau auf der Buttforder Kirchwarft vermuten.
Das heutige Bauwerk wurde um 1230 errichtet und erhielt anschließend das Patrozinium der Maria. Der freistehende Glockenturm aus Backstein wird in das 13. Jahrhundert datiert. Ihr Standort in Buttforde ist eine künstlich errichtete Warft, die sich an eine Geestdurchragung anlehnt.
Im Jahre 1450 wurde der Chor vom Kirchenschiff durch einen steinernen Lettner getrennt.
Bauliche Mängel führten im 17. Jahrhundert zu großen Reparaturarbeiten. Im Jahre 1636 musste die Westwand neu aufgemauert werden und die Apsis im Jahre 1685 nach einem Teileinsturz fast gänzlich neu aufgeführt werden. Während der Hauptbau fast nur aus Granitquadern besteht, kam für die Reparaturen Backstein zum Einsatz. Im Jahre 1672 erhielt die Kirche an der Westseite noch einen Vorbau für den Haupteingang. Die bis dahin genutzten romanischen Rundbogenportale an den Längswänden wurden anschließend zugemauert.
Größere Reparaturen und Renovierungen wurden in den Jahren 1898 und 1955 durchgeführt. Zwischen 1977 und 1981 wurde das Gebäude grundlegend saniert. Es steht unter Denkmalschutz.

## Baubeschreibung
St. Marien ist eine Saalkirche mit eingezogener halbrunder Apsis. Sie wurde im Stil der Romanik errichtet. Sie ist in den beiden Längswänden durch je drei rundbogige Fenster und zwei vermauerte Portale, die ehemalige Frauentür im Norden und die Männertür im Süden, gegliedert. In ihrem Inneren war die Kirche zu Zeiten ihrer Erbauung in drei mit einem Domikalgewölbe abgeschlossene Joche unterteilt. Sie wurden nach einem Einsturz ganz abgetragen und durch eine Flachdecke mit Balkenlage ersetzt. Bei dieser Gelegenheit wurden die Wände der Kirche um etwa einen Meter abgesenkt. Von der ursprünglichen Deckenkonstruktion blieben die Reste der Schildbögen erhalten. Chor und Schiff sind durch einen der drei in Ostfriesland erhaltenen steinernen Lettner mit kuppeligen Gewölben und drei Rundbogenöffnungen voneinander getrennt.
Im Südosten ist ein freistehender Glockenturm aus rotem Backstein auf quadratischem Grundriss mit Zeltdach errichtet. In die fast vollständig geschlossenen Mauern sind unterhalb der Trauf rechteckige Schalllöcher eingelassen. Die Glocke hing ursprünglich im freistehenden Turm der Maria-Magdalena-Kirche in Fulkum. Sie wurde dort unmittelbar neben der Kirche von Berend Klinghe aus Bremen gegossen, der auch die Bronzetaufe der St.-Magnus-Kirche in Esens schuf und wurde später nach Buttforde gebracht. Auf der Glocke befindet sich die Inschrift Maria bin ick geheten. de von Folkum leten mi gethen Got ghewe siner Seele Rad. Berend Klinghe van Bremen de mi ghaten hat, anno dni M.CCCC.LXXV sowie Heiligennamen. Früher soll sie zudem mit einem Bild der Maria Magdalena verziert gewesen sein.

## Innenausstattung

### Lettner
Der dreibogige Lettner wurde im 15. Jahrhundert errichtet. Der mittlere Durchgang ist offen, während die beiden seitlichen Nischen nach hinten zugemauert sind. Sie dienten als Ziborien für zwei Seitenaltäre. Von der oberen Ebene des Lettners aus wurden liturgischer Texte verlesen. Nach der Reformation wurden ihm im Jahre 1681 die Orgel und eine Brüstung mit Traljengittern und 13 gemalten Darstellungen protestantischer Barockemblematik aufgesetzt. In ihrer Mitte befindet sich das Allianzwappen des ostfriesischen Grafen Christian Eberhard und seiner ersten Frau Eberhadine Sophie zu Oettingen-Oettingen.

### Altar

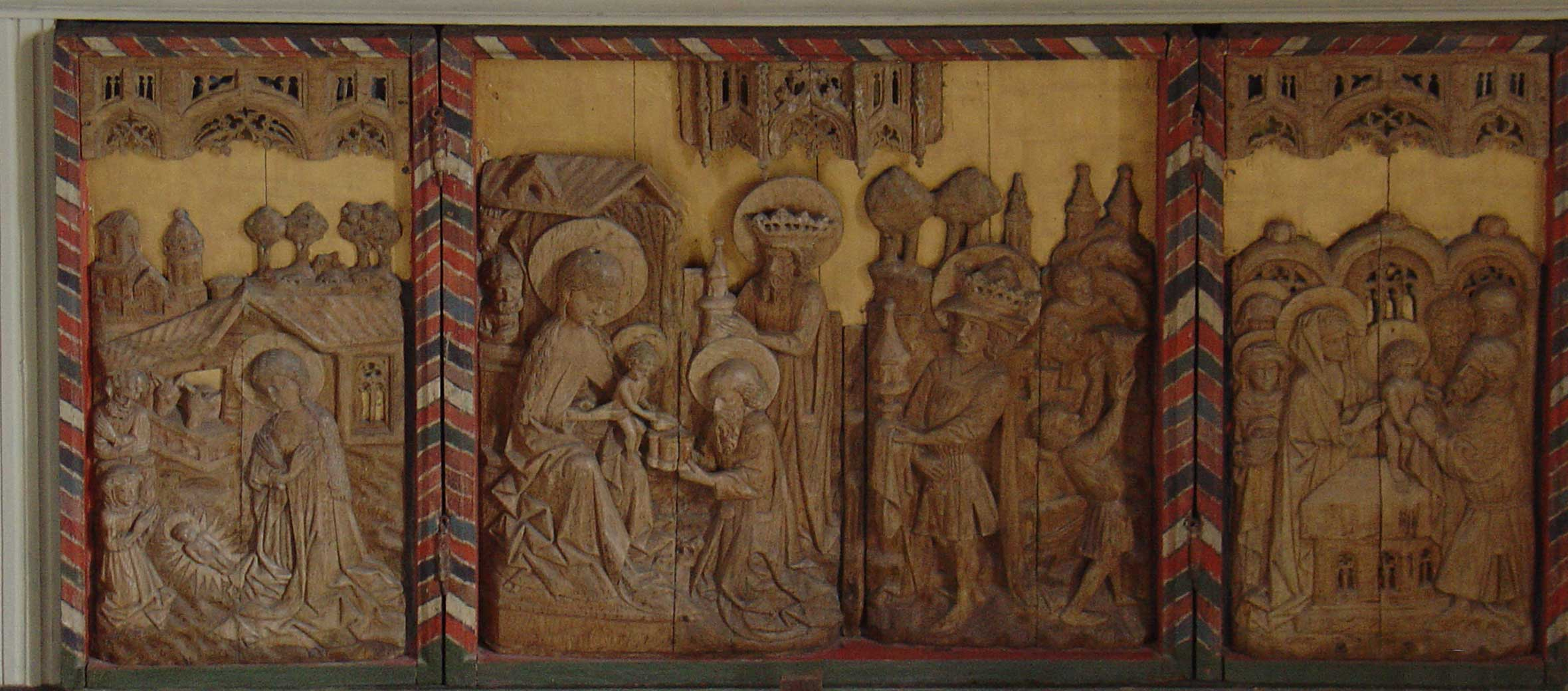
Das Altarretabel aus der Mitte des 15. Jahrhunderts

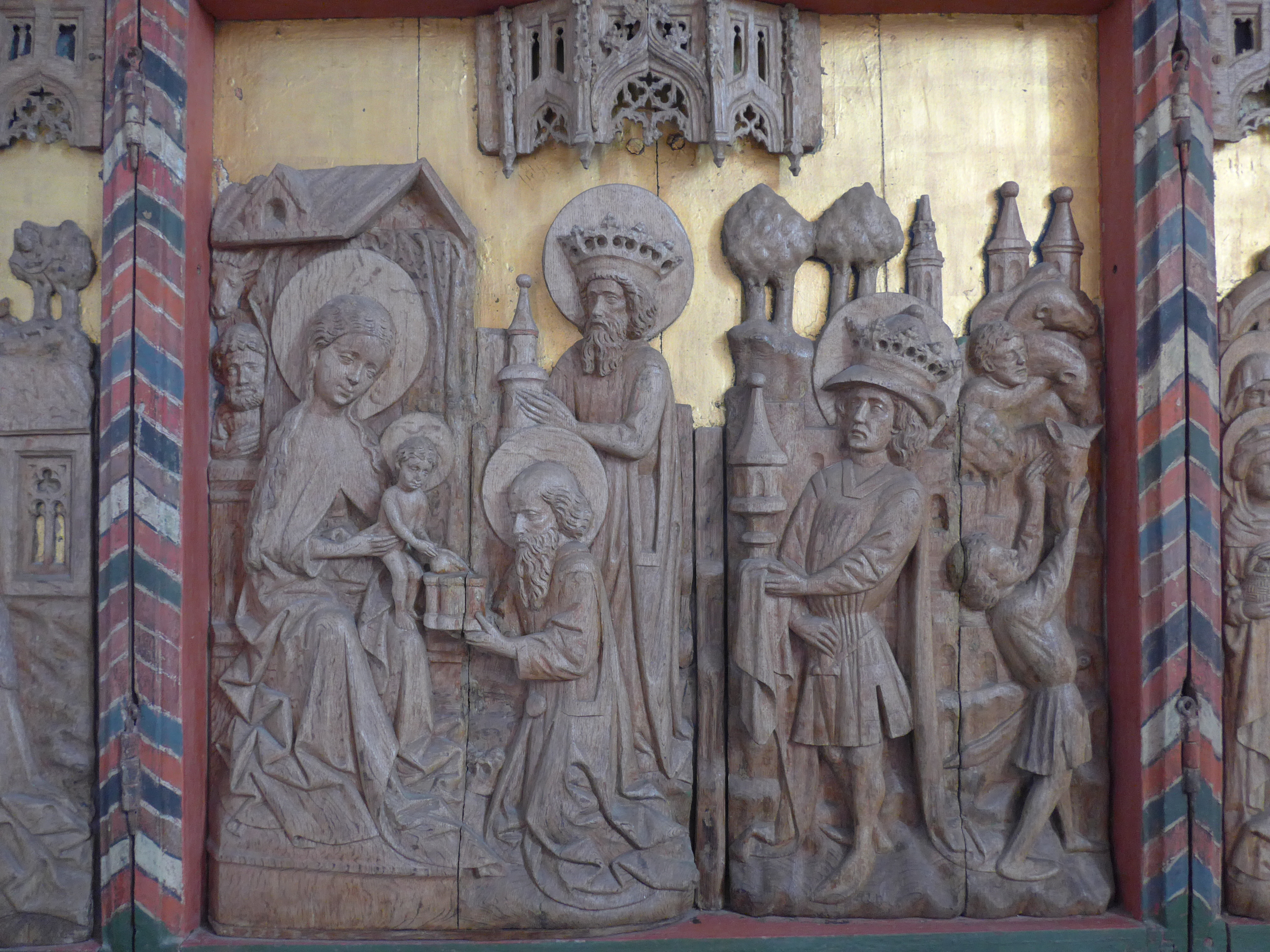
Relieffeld Anbetung der Könige aus dem Altar

Die Geschichte des wie aus disparaten Teilen zusammengesetzt wirkenden Schnitzaltars scheint noch nicht abschließend geklärt zu sein. Sicher ist folgendes: Den Kern bildet ein kleiner, ziemlich vollständiger Flügelaltar aus der Zeit zwischen 1450 und 1480. Seine drei Reliefs aus dem Marienleben (Christgeburt, Anbetung der Könige und Beschneidung des Jesusknaben) sind von überraschend hoher Qualität, auch wenn die Abnahme der ursprünglichen und späteren Fassungen Spuren hinterlassen haben. Der Altar ist einer von nur sieben Schnitzaltären aus der Zeit des späten Mittelalters, die in Ostfriesland erhalten blieben. Der Kasten des Altarschreins mit seinen farbigen Schrägstreifen ist wohl noch original, der Goldhintergrund dagegen eine Zugabe der Moderne. Der Altarschrein ist eingestellt in einen Altaraufbau, bestehend aus einer bankartigen Predella mit barocken Evangelistenbildern, sowie einer Rückwand, die über einem Fries von Faltwerkfeldern in einen sich vorwölbenden Baldachin übergeht. Dessen Kehle ist mit einer auf 1656 datierten Inschrift (Vaterunser, den Einsetzungsworten und dem Glaubensbekenntnis) versehen. Durchbrochenes Schweifwerkornament des 17. Jahrhunderts rankt sich zu Seiten des Altarkastens entlang.
Offene Fragen betreffen die Datierung der einzelnen Teile: Die Reliefs des Flügelaltars, wenig genau in die 2. Hälfte des 15. Jahrhunderts gesetzt, sollten genauer datiert werden können. Ebenso unsicher ist, ob Reliefs, Faltwerk und Baldachin gleichzeitig entstanden sind. Die Konstruktion des Aufbaus spricht für eine spätere Erweiterung, wohl zu Anfang des 16. Jahrhunderts. Ähnliche Baldachine aus der Zeit zwischen 1480 und 1510 beschirmen Altäre in der Norder Ludgerikirche, der Hager St.-Ansgari-Kirche, der Kirche in Arle und St. Johannis in Lüneburg.

### Kanzel

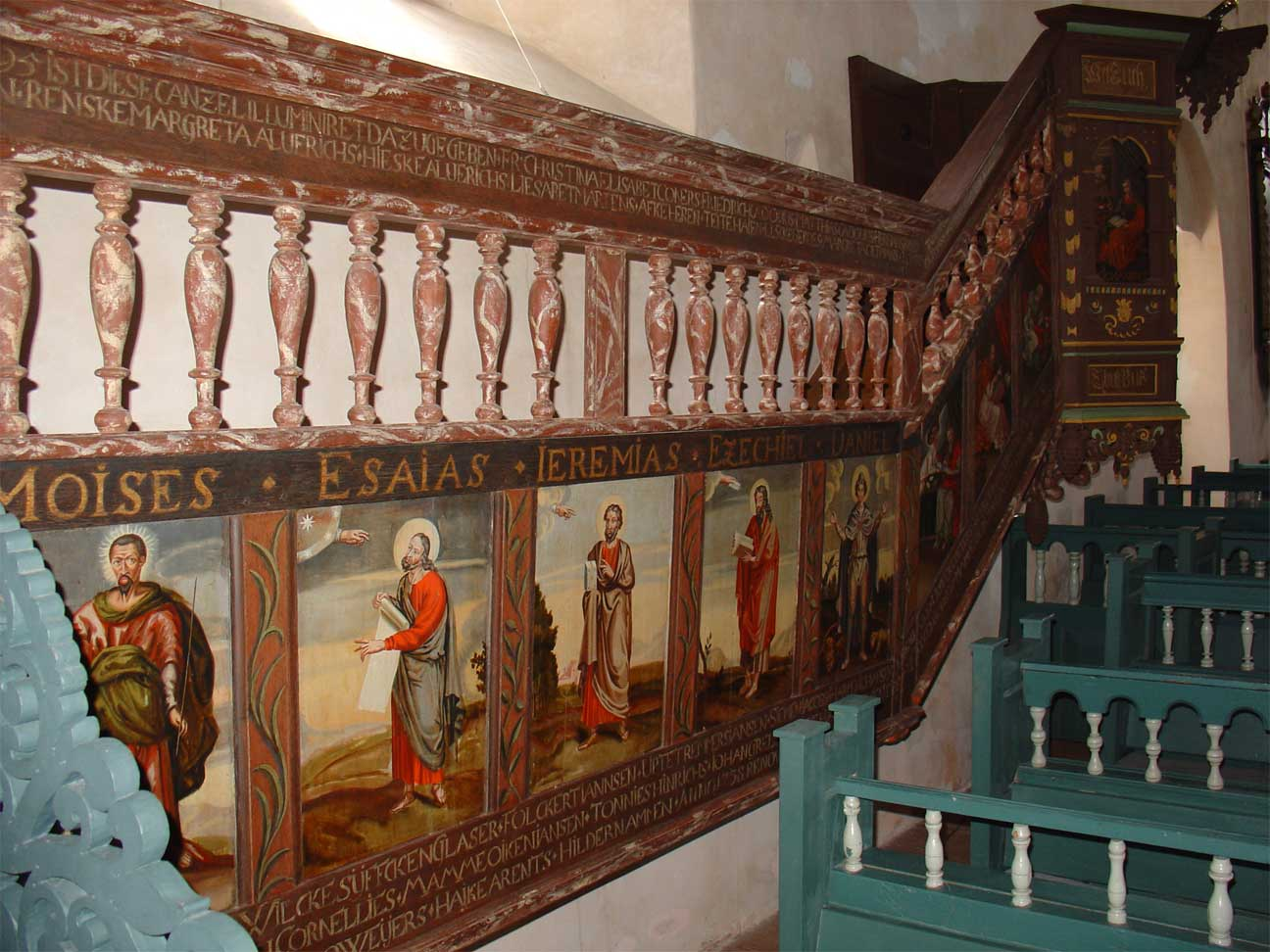
Die Kanzelgalerie von 1695

Der Kanzelkorb wurde 1655 im Stil des Frühbarock angefertigt. Er ist mit dem Stifterwappen sowie Gemälden von Martin Luther und Johannes dem Evangelisten verziert. 1695 wurden die Treppe mit Bildern der anderen drei Evangelisten und die Galerie hinzugefügt, die mit Darstellungen von Mose sowie den Großen Propheten Jesaja, Jeremia, Ezechiel und Daniel versehen ist.

### Orgel

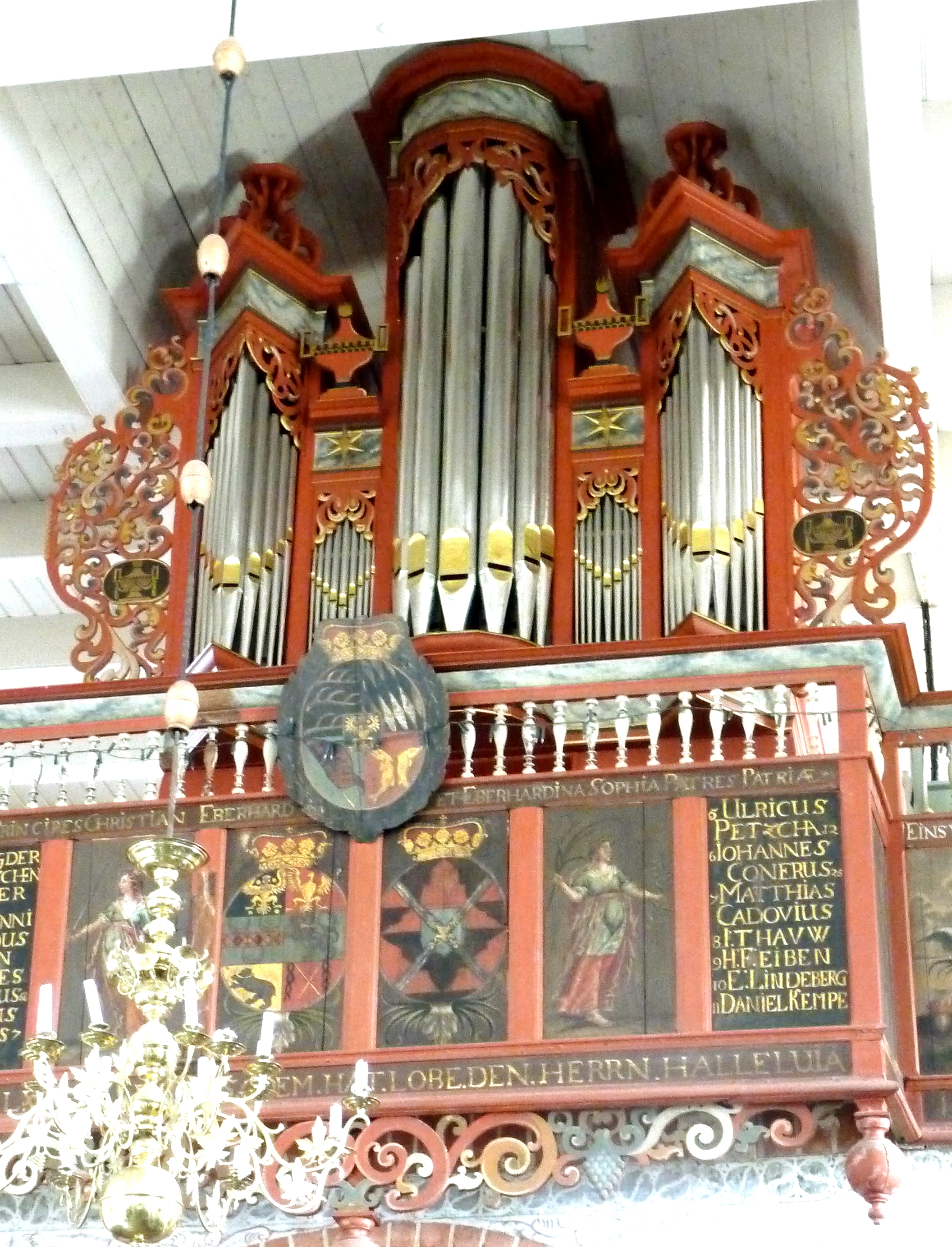
Die Orgel von 1681

Die Orgel von St. Marien aus dem Jahr 1681 ist als einzige der von Joachim Richborn geschaffenen Orgeln noch größtenteils erhalten. Im Jahre 1803 wurden die Flügeltüren entfernt und durch von Gerhard Janssen Schmid  geschnitzte Ohren ersetzt. Im Jahre 1949 wurde sie durch Alfred Führer umfassend renoviert und gilt trotz der nahezu gleichstufigen Stimmung als Instrument, das bis heute einen nahezu unangetasteten Klang des späten 17. Jahrhunderts wiedergibt.

### Gestühl
Das Kirchengestühl aus der Renaissance ist gut erhalten und gilt als eines der schönsten in Ostfriesland. Es ist mit Traljengittern verziert und hat geschnitzte Wangen. Einst war es reich bemalt. Bei der jüngsten Renovierung konnte die ursprüngliche Farbfassung sowie die Jahreszahl 1667 an einigen Türen wieder freigelegt werden. An anderen Bänken wurde die spätere Bemalung mit Rokoko-Ornamenten erneuert. An vielen Bänken finden sich Hausmarken alter Buttforder Familien, die vom einstigen Privatbesitz zeugen.

### Goldschmiedearbeiten
Zu den Vasa Sacra gehört ein Kelch, der im Jahre 1693 vom Bunder Pastor Cadovius und seiner Frau gestiftet und vom Esenser Meister Johann Iderhoff geschaffen wurde. Ein weiterer Kelch ersetzte im Jahre 1706 einen heute nicht mehr vorhandenen Krankenkelch aus dem Jahre 1494. Das bedeutendste sakrale Gerät ist eine sechseckige Abendmahlsdose mit kleinen Löwenfüßen. Sie gilt als einzigartig und wurde 1649 in Emden von dem Meister Jacob Tobias Johanns oder dessen Enkel Tobias Janssen Kremer angefertigt.

### Grabplatten
In der Südostecke des Chores steht aufrecht an der Wand ein romanischer ehemaliger Sarkophagdeckel aus Buntsandstein. Weihekreuze weisen darauf hin, dass er zeitweise als Mensa für einen Seitenaltar genutzt worden ist. 1642 hat man die Platte zum Grabstein für Friedrich Hinrichs Hilgemann umgenutzt. Dafür wurde sie rechteckig behauen und mit einer neuen Randschrift versehen.
Im Vorraum steht ein weiterer trapezförmiger Sarkophagdeckel aus Buntsandstein, der 1646 für den Prediger Conradinus Grashuis hergerichtet wurde. Reste einer gotischen Umschrift zeigen, dass er schon zuvor als Grabstein gedient hatte. Während bei diesen beiden Steinplatten die ehemalige Rückseite sichtbar ist, steht am südlichen Apsisvorsprung ein dritter Sarkophagdeckel aus gelbem Sandstein mit der ursprünglichen Dekoration aus Dreiberg mit drei Kreuzen, darunter einem imposanten Keulenkreuz.

### Weitere Ausstattungsteile

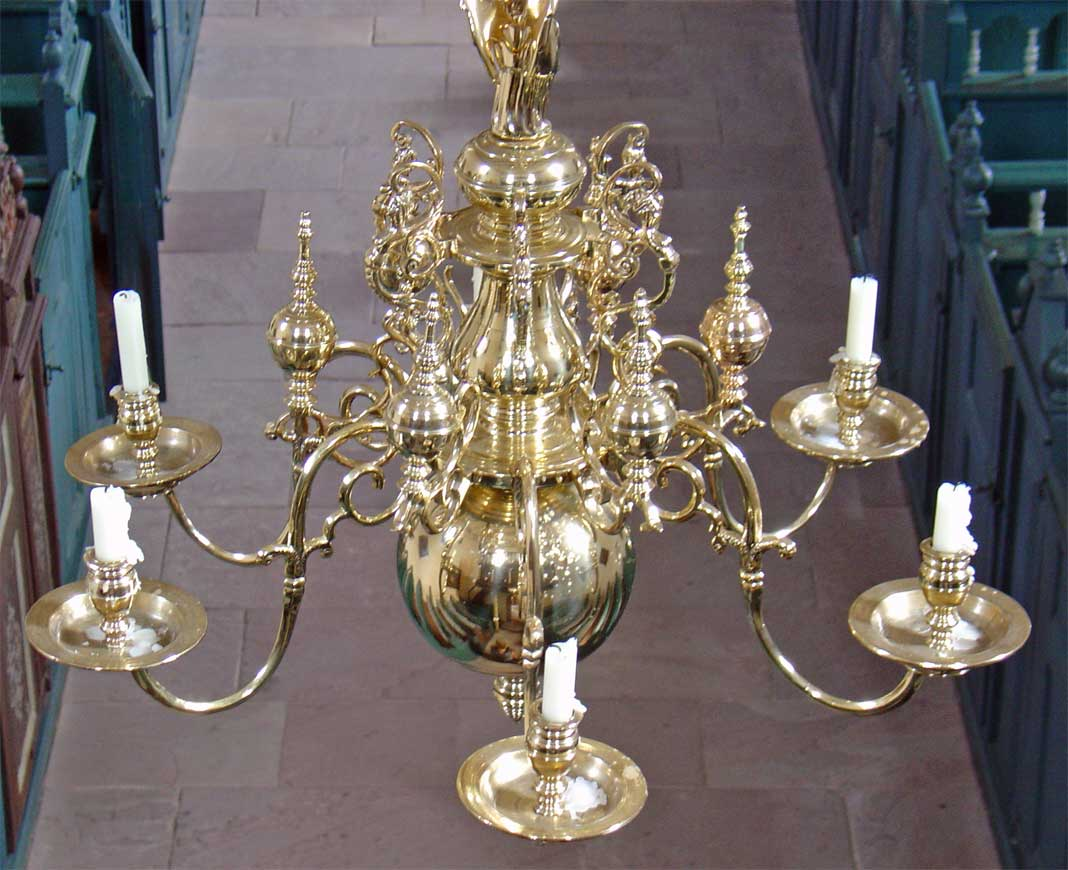
Messingkronleuchter

Der schlichte Taufstein aus Granit soll aus dem späten 12. Jahrhundert stammen.
Auf Konsolen befinden sich an den Wänden und in den Fensterlaibungen bedeutende spätmittelalterliche Holzfiguren. Zu sehen sind eine Thronende Madonna aus dem 14. Jahrhundert, eine Maria auf der Mondsichel sowie eine Pietà aus der Zeit um 1500.
Zu den weiteren Ausstattungsgegenständen zählen die 1670 von P. Alken gedrechselten Kniebänke, die Westempore des Kirchenpatrons Edzard von Specht mit bemalter Brüstung (der so genannte Junkerstuhl) aus dem Jahre 1703 sowie drei Gemälde, von denen die Bekehrung des Paulus wohl auf eine spiegelverkehrte Kopie eines Gemäldes von Peter Paul Rubens zurückgeht. Die Darstellung des Daniel in der Löwengrube und das Porträt Christi sind Werke des 18. Jahrhunderts. An den Wänden befinden sich zwei Totenschilde aus den Jahren 1664 und 1652 sowie die Epitaphe für Anna Magdalena Hoyer (1682) und Margareta Brunken (1691), das mit einem Gemälde der Toten versehen ist. Die beiden Messingkronleuchter im Mittelgang sind Werke aus den Jahren 1650 und 1693.